# Jan Opieliński

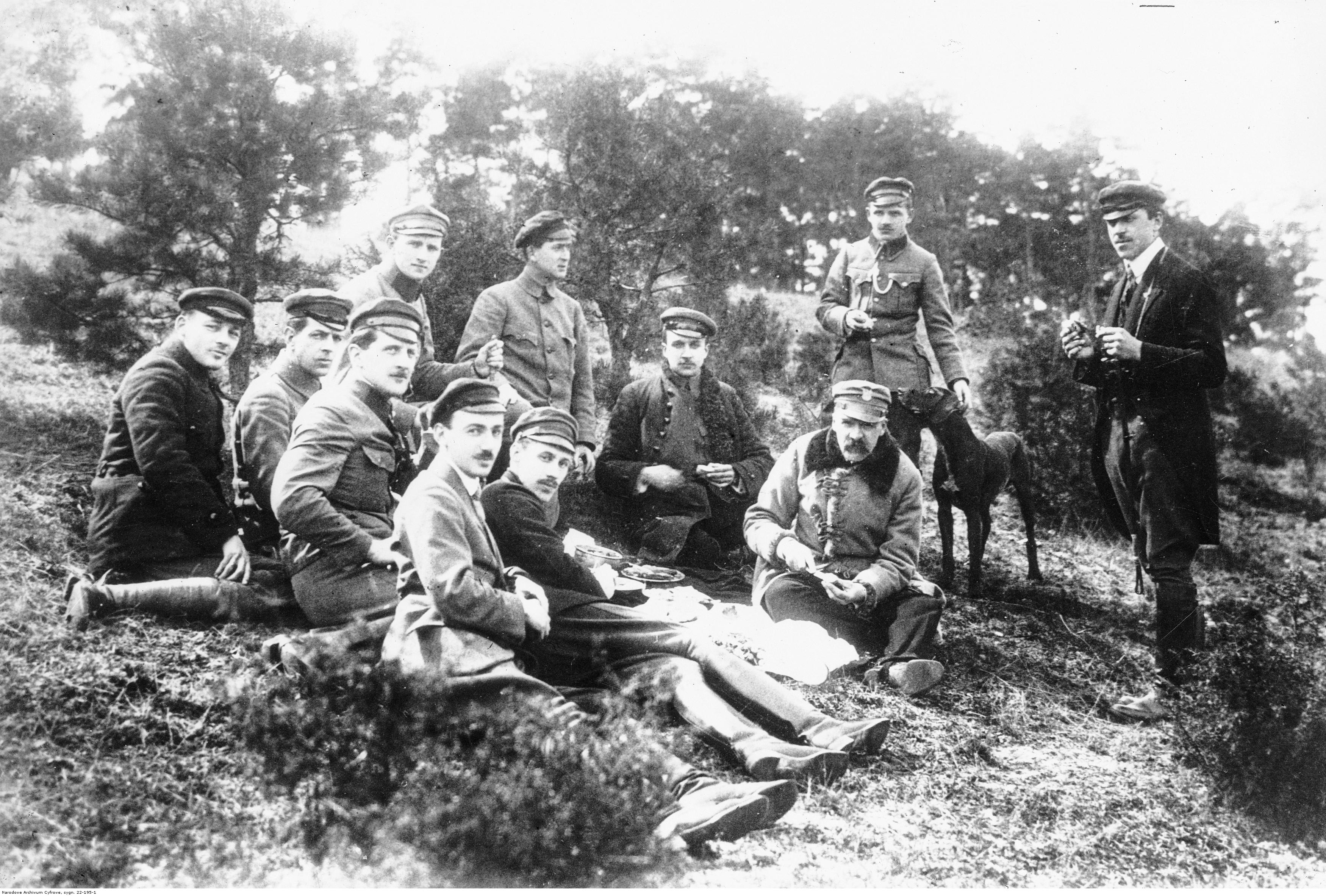
Komendant Józef Piłsudski na ćwiczeniach POW w Zielonce pod Warszawą w 1917 roku. Od lewej siedzą: Janusz Jędrzejewicz, Janusz Gąsiorowski, Jan Opieliński, Wacław Jędrzejewicz, Bogusław Miedziński, Tadeusz Kasprzycki, Józef Piłsudski. Od lewej stoją: Wacław Denhoff-Czarnocki, Karol Krzewski-Lilienfeld, Władysław Horyd i Henryk Krok-Paszkowski

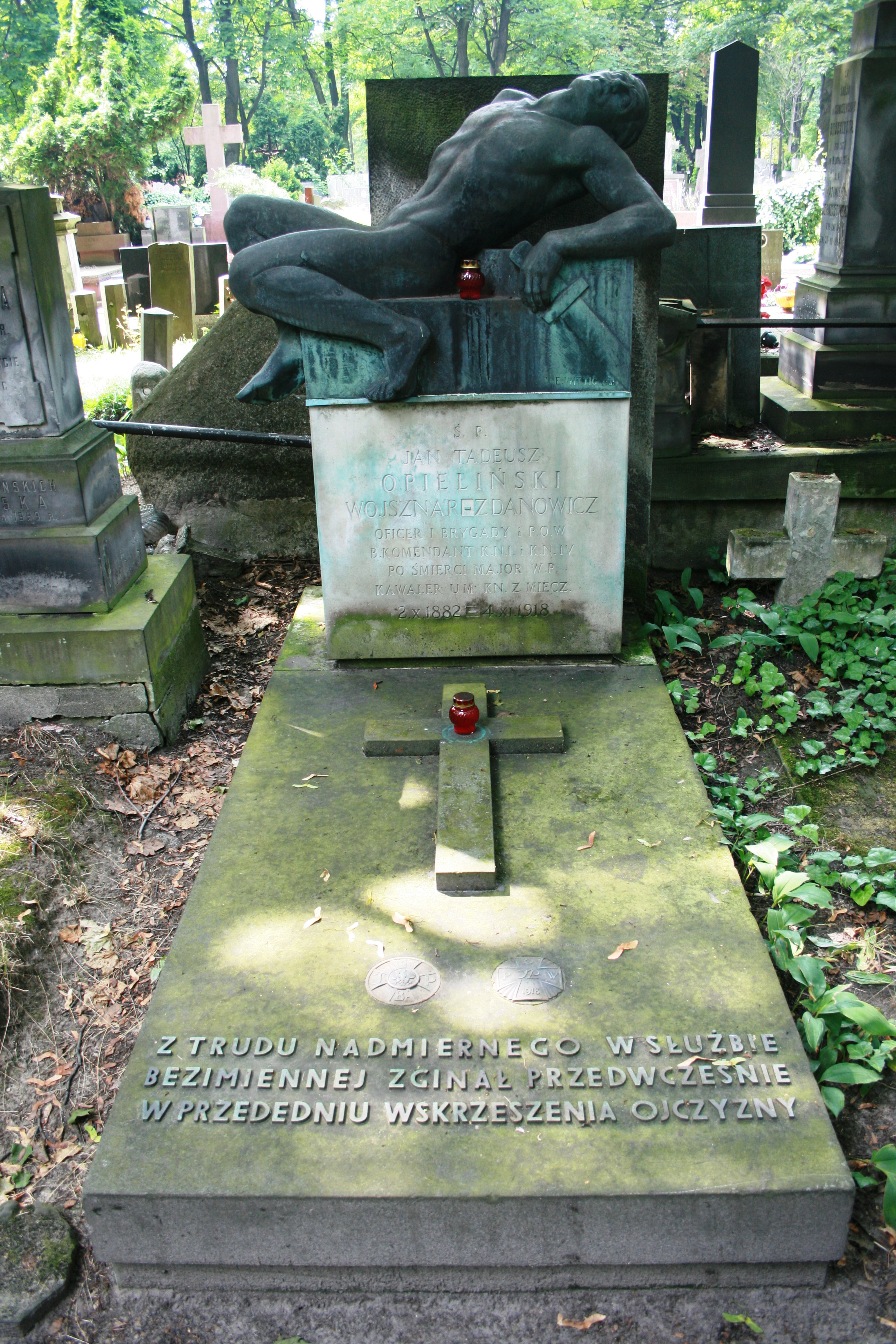
Grób Jana Opielińskiego w 195. kwaterze cmentarza Powązkowskiego w Warszawie

Jan Tadeusz Opieliński, pseud. Wojsznar, Zdanowicz (ur. 2 października 1882, zm. 4 listopada 1918 w Lublinie) – oficer Legionów Polskich, komendant warszawskiej Komendy Naczelnej Polskiej Organizacji Wojskowej, a później komendant POW na zabór austriacki w Lublinie, kawaler Orderu Virtuti Militari.

## Życiorys
Żołnierz I Brygady Legionów Polskich. Członek Związku Strzeleckiego we Lwowie. W 1916 roku rozkazem Józefa Piłsudskiego został odkomenderowany do pracy w Polskiej Organizacji Wojskowej. Latem 1917 roku wszedł w skład 15-osobowego Konwentu Organizacji A, któremu była podporządkowana Polska Organizacja Wojskowa. W 1917 roku był również w Komisji Wojskowej Tymczasowej Rady Stanu. Od lipca 1917 roku był komendantem Komendy Naczelnej POW w Warszawie, a od marca 1918 roku do śmierci był komendantem Komendy Naczelnej POW nr 4 w Lublinie.
Zmarł na hiszpankę tydzień przed odzyskaniem przez Polskę niepodległości. Po śmierci został awansowany do stopnia majora Wojska Polskiego.

W jego nekrologu pisano: 

Zmarł w Lublinie członek Związku strzeleckiego we Lwowie, porucznik 1 pułku strzelców Piłsudskiego, komendant naczelny P.O.W. b. okupacji austryjackiej, ś.p. Jan Wojsznar-Opieliński, znany pod pseudonimem Zdanowicza.
Ś.p. Opieliński był niezwykłym żołnierzem I-ej brygady i był doskonałym organizatorem sił narodowych w walce o wyzwolenie narodu. Odkomenderowany przez komendanta Piłsudskiego z brygady do P.O.W. został początkowo komendantem Warszawy, później całej okupacji niemieckiej. Na tym stanowisku przetrwał najgorszy okres.
Nie poddawał się zniechęceniu, chociaż coraz to tracił podkomendnych, których warunki materjalne zmuszały do przyjmowania posad i wycofywania się z robót organizacji. Coraz to więcej musiał czynić sam osobiście, aby P.O.W. utrzymać.
W lecie, po kilkunastodniowym odpoczynku, ś.p. Opieliński-Zdanowicz został komendantem P.O.W. na okupację austryjacką. I na tem stanowisku położył wielkie zasługi, powiększając kadry P.O.W. i ich sprawność.

Jego żoną była Antonina (zm. 1925), działaczka niepodległościowa, 2 sierpnia 1931 pośmiertnie odznaczona Medalem Niepodległości. Był starszym bratem nauczycielki Marii Elżbiety.

## Ordery i odznaczenia
- Krzyż Srebrny Orderu Wojskowego Virtuti Militari nr 7086 – pośmiertnie, 17 maja 1922[7] [8]
- Krzyż Niepodległości z Mieczami – pośmiertnie, 20 stycznia 1931 „za pracę w dziele odzyskania niepodległości”[9]

## Grób na Powązkach
Pochowano go na cmentarzu Powązkowskim w Warszawie (kwatera 195., rząd 3., grób 10.). W 1926 roku na jego grobie wystawiono rzeźbę Peowiaka pt. „Walka” autorstwa Edwarda Wittiga: umierającego nagiego wojownika z opadającą do tyłu głową trzymającego w lewej dłoni krótki miecz. Figura „Umierającego bohatera" będąca fragmentem rzeźby „Walka" na tym grobie stała się pierwowzorem Pomnika Poległych Żołnierzy Polskiej Organizacji Wojskowej odsłoniętego na Placu Małachowskiego w Warszawie w 1933 roku i ponownie w 1999 roku.
Pomnik na cmentarzu został poświęcony 1 grudnia 1935 roku, co było okazją do podniosłej uroczystości, w której wzięli udział m.in.: gen. Edward Śmigły-Rydz, premier Marian Zyndram-Kościałkowski i wiceminister skarbu Adam Koc. Od tej pory ten grób jest uznawany za kwaterę POW na Powązkach.